# Феоктистова Катерина Олексіївна
Катерина Олексіївна Феоктистова (нар. 18 березня 1915, Петроград, Російська імперія — пом. 5 січня 1987, Снєжинськ Челябінської області, Російська РФСР) — радянська вчена-дослідниця в галузі фізики швидкоплинних процесів, лауреатка двох Сталінських премій та Державної премії СРСР.

## Життєпис
Катерина Фектистова народилася 18 березня (31 березня) 1915 року в Петрограді. Батько — дворянського, а мати — купецького походження.
Трудову діяльність Катерина Фектистова розпочала у 1933 році техніком-хіміком текстильної фабрики «Червона нитка» в Харкові. У 1934 році вона вступила до Харківського університету, а потім у 1935 році перевелась до Київського індустріального інституту.
У 1937 році, як відмінниця переведена на спеціальний факультет Ленінградського хіміко-технологічного інституту, який закінчила у 1939 році з червоним дипломом за фахом «інженер-технолог». Після закінчення вишу у 1939 році Катерина Фектистова почала працювати науковою співробітницею у своїй альма-матер та навчатись в аспірантурі ЛХТІ.
Під час німецько-радянської війни перебувала у Свердловську. Спочатку, з 1941 по 1942 роки, інженером-технологом Уральського відділення наукового гірського суспільства (Свердловськ). А потім (1942—1943 рр.) старшим інженером заводу № 46 Наркомату озброєнь.
Після звільнення, у 1943 році переїхала до Підмосков'я, де обіймала посаду начальник лабораторії ОКБ-44 того ж наркомату (м. Кунцево Московської області). Із закінченням війни Катерина Фектистова знову поринула у науку. З 1945 року працювала науковою співробітницею, потім — старшою науковою співробітницею. Також, одночасно продовжувала навчання в аспірантурі ЛХТІ. У 1947 році захистила кандидатську дисертацію.
З грудня 1947 по 1951 роки працювала старшою науковою співробітницею Лабораторії № 2 КБ-11 (м. Арзамас-16). Займалася дослідженнями і відпрацюванням вибухових матеріалів ядерного заряду. Була одним з основних дослідників найбільш потужного для того часу вибухової складу тротил/гексоген, який використовувався в перших радянських ядерних зарядах. Разом з В. М. Некруткіним розробила вибуховий склад з низькою швидкістю детонації, який знайшов практичне застосування. У 1951—1952 роках працювала у тій же лабораторії керівницею експериментальної групи з отримання надсильних імпульсних магнітних полів і могутніх імпульсних струмів з використанням енергії вибуху.
У 1952 році Катерина Фектистова була підвищена до начальниці лабораторії КБ-11 з дослідження вибухового складу з гексогену і тротил-коллоксилінової зв'язки. У червні 1955 році вчена формально була переведена до НДІ-1011 у місті Снежинськ. Але реально продовжувала працювати в Арзамасі-16 над удосконаленням конструкції ядерних зарядів і вивченням впливу випромінювання атомного реактора на вибухові матеріали. З 1955 році в НДІ-1011 (нині Російський федеральний ядерний центр — Всеросійський науково-дослідний інститут технічної фізики імені академіка Є. І. Забабахіна) обіймала різні посади: завідувачка лабораторією, начальницею одного з газодинамічних відділів (з 1959 року). У 1979 році, після виходу на пенсію — до самої смерті у 1987 році працювала старшою науковою співробітницею.
Докторка технічних наук (1970).

## Нагороди та відзнаки
Лауреатка премії Ради Міністрів СРСР (1950 — за розробку нових вибухових складів), Сталінської премії другий (1951) та третьої (1953) ступеня, Державної премії СРСР (1970 — за розробку нового малогабаритного ядерного заряду, в якому було використано вибуховий склад на основі октогена, що істотно збільшив енерговиділення).
Нагороджена орденами Леніна (1956), Трудового Червоного Прапора (1951), медалями. Почесний громадянин м. Снєжинська (1975).

## Родина
Чоловіки: до 1950 року — Давид Абрамович Фішман, в 1950—1955 рр. — Віктор Михайлович Некруткін, двічі лауреат Сталінської премії.